# Sincina
Sincina is een gemeente (commune) in de cercle Koutiala van de regio Sikasso in Mali. De gemeente telt 19.000 inwoners (2009).
De gemeente bestaat uit de volgende plaatsen:
- Bania
- Kaniko
- N'Goukan
- Nampossela
- Sincina
- Try 1
- Try 2